# Championnat du Guatemala de football 1988
Navigation
Saison précédente Saison suivante
La Liga Nacional 1988 est la trente-septième édition de la première division guatémaltèque.
Lors de ce tournoi, le CSD Municipal a conservé son titre de champion du Guatemala face aux onze meilleurs clubs guatémaltèques.
Chacun des douze clubs participant était confronté trois fois aux onze autres équipes. Puis les quatre meilleurs se sont affrontés deux fois de plus lors de la seconde phase du championnat.
Seulement deux places étaient qualificatives pour la Coupe des champions de la CONCACAF.

## Les 12 clubs participants
| \| Guatemala: Aurora FC Bandegua (Boca del Monte) CSD Comunicaciones CSD Municipal Guatemala Deportivo Chiquimulilla Guatemala CSD Galcasa Izabal JC CD Jalapa Guatemala Juventud Retalteca Deportivo Suchitepéquez Xelaju MC Cobán Imperial \| Localisation des clubs engagés dans le championnat. |
| Guatemala: Aurora FC Bandegua (Boca del Monte) CSD Comunicaciones CSD Municipal Guatemala Deportivo Chiquimulilla Guatemala CSD Galcasa Izabal JC CD Jalapa Guatemala Juventud Retalteca Deportivo Suchitepéquez Xelaju MC Cobán Imperial                                                           |

Ce tableau présente les douze équipes qualifiées pour disputer le championnat 1988. On y trouve le nom des clubs, le nom des stades dans lesquels ils évoluent ainsi que la capacité et la localisation de ces derniers.
| Club                    | Stade                            | Capacité          | Ville          |
| Aurora FC               | Stade de l'Ejército              | 13 300            | Guatemala City |
| Bandegua                | Stade Victoriano López Coco      | 3 000             | Boca del Monte |
| Deportivo Chiquimulilla | Stade inconnu                    | Capacité inconnue | Chiquimulilla  |
| CSD Comunicaciones      | Stade Mateo Flores               | 30 000            | Guatemala City |
| CSD Galcasa             | Stade inconnu                    | Capacité inconnue | Villa Nueva    |
| Izabal JC (en)          | Stade Roy Fearon                 | 8 000             | Puerto Barrios |
| CD Jalapa               | Stade Las Flores                 | 15 000            | Jalapa         |
| CSD Municipal           | Stade Mateo Flores               | 30 000            | Guatemala City |
| Juventud Retalteca      | Stade Óscar Monterroso Izaguirre | 8 000             | Retalhuleu     |
| Deportivo Suchitepéquez | Stade Carlos Salazar Hijo        | 12 000            | Mazatenango    |
| Xelaju MC               | Stade Mario Camposeco            | 11 000            | Quetzaltenango |
| Cobán Imperial          | Stade Verapaz                    | 15 000            | Cobán          |

## Compétition
La compétition se déroule en trois phases:
- Le phase régulière : trente-trois journées de championnat.
- La seconde phase : six journées de championnat entre les quatre meilleures équipes de la phase régulière.
- La finale : si le leader de la phase régulière et de la seconde phase sont différents, les équipes s'affrontent pour désigner le champion de la saison.

### Phase régulière
Lors de la phase régulière les douze équipes affrontent à trois reprises les onze autres équipes selon un calendrier tiré aléatoirement.
Les quatre meilleures équipes sont qualifiées pour le groupe des champions.
Le premier est également qualifié pour la finale du championnat en fin de saison alors que le dernier du groupe est relégué en Primera División de Guatemala.
Le classement est établi sur l'ancien barème de points (victoire à 2 points, match nul à 1, défaite à 0).
Le départage final se fait selon les critères suivants :
- Le nombre de points.
- La différence de buts générale.
- Le nombre de buts marqué.

#### Classement
| Rang | Équipe                    | Pts | J  | G  | N  | P  | Bp | Bc | Diff |
| ---- | ------------------------- | --- | -- | -- | -- | -- | -- | -- | ---- |
| 1    | CSD Municipal T           | 45  | 33 | 18 | 9  | 6  | 49 | 24 | +25  |
| 2    | Aurora FC                 | 38  | 33 | 12 | 14 | 7  | 47 | 32 | +15  |
| 3    | Bandegua                  | 38  | 33 | 11 | 16 | 6  | 39 | 35 | +4   |
| 4    | CSD Comunicaciones        | 36  | 33 | 11 | 14 | 8  | 35 | 26 | +9   |
| 5    | Deportivo Suchitepéquez   | 34  | 33 | 12 | 10 | 11 | 36 | 37 | -1   |
| 6    | CSD Galcasa               | 33  | 33 | 9  | 15 | 9  | 40 | 38 | +2   |
| 7    | Izabal JC (en)            | 31  | 33 | 9  | 13 | 11 | 30 | 31 | -1   |
| 8    | Xelaju MC                 | 30  | 33 | 8  | 14 | 11 | 32 | 37 | -5   |
| 9    | Juventud Retalteca        | 28  | 33 | 10 | 8  | 15 | 39 | 46 | -7   |
| 10   | CD Jalapa                 | 28  | 33 | 8  | 12 | 13 | 26 | 38 | -12  |
| 11   | Deportivo Chiquimulilla P | 28  | 33 | 9  | 10 | 14 | 38 | 54 | -16  |
| 12   | Cobán Imperial            | 27  | 33 | 7  | 13 | 13 | 31 | 44 | -13  |

| Légende : Qualifications et relégations | Légende : Qualifications et relégations     |
| --------------------------------------- | ------------------------------------------- |
|                                         | Qualifié pour le groupe des champions       |
|                                         | Relégué en Primera División de Guatemala    |
|                                         | T Tenant du titre P Promu de la saison 1987 |

### Groupe des champions
Lors de cette seconde phase les quatre équipes qualifiées affrontent à deux reprises les trois autres équipes selon un calendrier tiré aléatoirement.
Le premier de cette phase est qualifié pour la finale du championnat.
Le classement est établi sur l'ancien barème de points (victoire à 2 points, match nul à 1, défaite à 0).
Le départage final se fait selon les critères suivants :
- Le nombre de points.
- La différence de buts générale.
- Le nombre de buts marqué.

#### Classement
| Rang | Équipe             | Pts | J | G | N | P | Bp | Bc | Diff |
| ---- | ------------------ | --- | - | - | - | - | -- | -- | ---- |
| 1    | CSD Municipal T    | 10  | 6 | 4 | 2 | 0 | 6  | 2  | +4   |
| 2    | Aurora FC          | 7   | 6 | 3 | 1 | 2 | 7  | 4  | +3   |
| 3    | CSD Comunicaciones | 5   | 6 | 2 | 1 | 3 | 4  | 3  | +1   |
| 4    | Boca del Monte FC  | 2   | 6 | 0 | 2 | 4 | 4  | 12 | -8   |

| Légende : Qualifications et relégations | Légende : Qualifications et relégations                            |
| --------------------------------------- | ------------------------------------------------------------------ |
|                                         | Coupe des champions de la CONCACAF 1989 (2e Tour de qualification) |
|                                         | T Tenant du titre P Promu de la saison 1987                        |

### Finale
Le CSD Municipal ayant remporté les deux phases de la compétition, la finale n'a pas eu lieu et le club a été sacré champion du Guatemala.

## Bilan du tournoi
| Championnat du Guatemala de football 1988                 |                     |
| Champion                                                  | CSD Municipal       |
| Dauphin                                                   | Aurora FC           |
| Qualifications continentales                              |                     |
| Coupe des champions 1989 (Deuxième tour de qualification) | CSD Municipal       |
| Coupe des champions 1989 (Deuxième tour de qualification) | Aurora FC           |
| Promotions et relégations                                 |                     |
| Promus en Liga Nacional de Guatemala                      | Tipografía Nacional |
| Relégués en Primera División de Guatemala                 | Cobán Imperial      |